# 타마라 코스타체
타마라 비르기 코스타체(루마니아어: Tamara Virgi Costache, 1970년 7월 23일 ~)는 루마니아의 수영 선수로 올림픽과 세계 기록을 보유하고 있다. 그녀는 1988년 하계 올림픽에 출전했다. 1986년 7월 16일에 부쿠레슈티에서 열린 루마니아 선수권 대회에 출전할 때 그녀는 먼저 50m 자유형에서 세계 기록을 세웠다. 코스타체는 1986년 세계 수영 선수권 대회에 출전했고, 8월 23일에 50m 자유형에서 금메달을 획득했다.

## 같이 보기
- 수영 자유형 50m 세계 기록 추이